# Język tokodede
Język tokodede, także: tukudede, tocod, tokodé, tukude – język austronezyjski używany w Timorze Wschodnim. Według danych z 2010 roku posługuje się nim blisko 40 tys. osób, mieszkańców dystryktów Bobonaro, Ermera i Liquiçá.
Dzieli się na dwa dialekty: keha (keia), tukudede właściwy. Jest blisko spokrewniony z językiem kemak.
Jest zapisywany alfabetem łacińskim.